# Kamennomostski
Kamennomostski - Каменномостський (rus) és un possiólok de la República d'Adiguèsia, a Rússia. Es troba a la vora del riu Bélaia, a 26 km al sud de Tulski i a 40 km de Maikop, la capital de la república.
Pertanyen a aquest municipi el khútor de Vessioli i el possiólok de Pobeda.

## Història
Al territori de la vial actual hi havia un aül adiguès, famós per la seva prolongada resistència sota el comandament de Magomet-Amín, naïb a les ordres de l'imam Xamil, contra l'exèrcit rus durant la Guerra del Caucas. El 1862 al lloc del devastat aül s'hi construí una fortalesa defensiva cosaca, que seria més endavant l'stanitsa Kamennomóstskaia. Des del 1948 la vila gaudeix de l'estatus de possiólok.